# The Ten-Year Lunch
Pour plus de détails, voir Fiche technique et Distribution.
The Ten-Year Lunch est un film documentaire américain réalisé par Aviva Slesin (en) et sorti en 1987.
Le film a obtenu l'Oscar du meilleur documentaire en 1988.

## Synopsis
Le film retrace l'histoire de l'Algonquin Round Table, un groupe d'écrivains et d'acteurs à qui se réunissaient à l'Hôtel Algonquin à New York dans les années 1920, comprenant des personnalités telles que Dorothy Parker, Robert Benchley, George S. Kaufman, Edna Ferber, Marc Connelly, Harold Ross et Harpo Marx.

## Fiche technique
- Titre complet : The Ten-Year Lunch: The Wit and Legend of the Algonquin Round Table
- Réalisation : Aviva Slesin (en)
- Producteur : Stephen Samuels
- Lieu de tournage :  Rose Room, Algonquin Hotel, New York
- Durée : 56 minutes
- Date de sortie : 28 septembre 1987